# Латвия на Паралимпийских играх
Латвия на Паралимпийских играх впервые приняла участие в 1992 году на летних Играх в Барселоне, и с тех пор принимает участие на всех летних Играх. На зимних Играх делегация Латвии участвовала начиная с Игр 1994 года в Лиллехаммере (не участвовали в Играх 1998, 2002, 2010, 2014, 2018 годов).
На настоящее время спортсмены Латвии завоевали на всех Играх в сумме 20 медалей, из них 5 золотых, все медали завоёваны на летних Играх.
До 1992 спортсмены Латвии участвовали на Паралимпиадах в составе сборной СССР (в 1988).

## Медальный зачёт

### Медали летних Паралимпийских игр
| Игры                | Золото | Серебро | Бронза | Всего | Место |
| ------------------- | ------ | ------- | ------ | ----- | ----- |
| 1992 Барселона      | 0      | 0       | 0      | 0     | —     |
| 1996 Атланта        | 0      | 0       | 0      | 0     | —     |
| 2000 Сидней         | 0      | 0       | 3      | 3     | 63    |
| 2004 Афины          | 1      | 1       | 1      | 3     | 52    |
| 2008 Пекин          | 1      | 2       | 0      | 3     | 45    |
| 2012 Лондон         | 1      | 1       | 0      | 2     | 47    |
| 2016 Рио-де-Жанейро | 2      | 0       | 2      | 4     | 45    |
| 2020 Токио          | 0      | 3       | 2      | 5     | 66    |
| Итого               | 5      | 7       | 8      | 20    |       |